# Калашо (Л'Аквила)
Калашо (итал. Calascio) је насеље у Италији у округу Л'Аквила, региону Абруцо.
Према процени из 2011. у насељу је живело 136 становника. Насеље се налази на надморској висини од 1210 м.